# 石川郡
石川郡（日语：／ Ishikawa gun */?）是福島縣的一郡。人口48,399 人、面積456.70 km²（2003年）。
現轄有以下3町2村。
- 淺川町
- 石川町
- 古殿町
- 玉川村
- 平田村